# Nobili (cognome)
Nobili è un cognome di lingua italiana.

## Varianti
De' Nobile, De' Nobili, Nobile, Nobilini.

## Origine e diffusione
Il cognome è panitaliano con prevalenza in Emilia-Romagna.
Potrebbe derivare da un soprannome legato al capostipite, nobile per qualità o per appartenenza al ceto alto, oppure perché al servizio di nobili.

## Persone
- Francesco Vitelleschi Nobili (1829-1906) – politico italiano
- Franco Nobili (1925-2008) – manager e imprenditore italiano
- Gino Custer De Nobili (1881-1969) – poeta italiano